# Río Jaguaribe

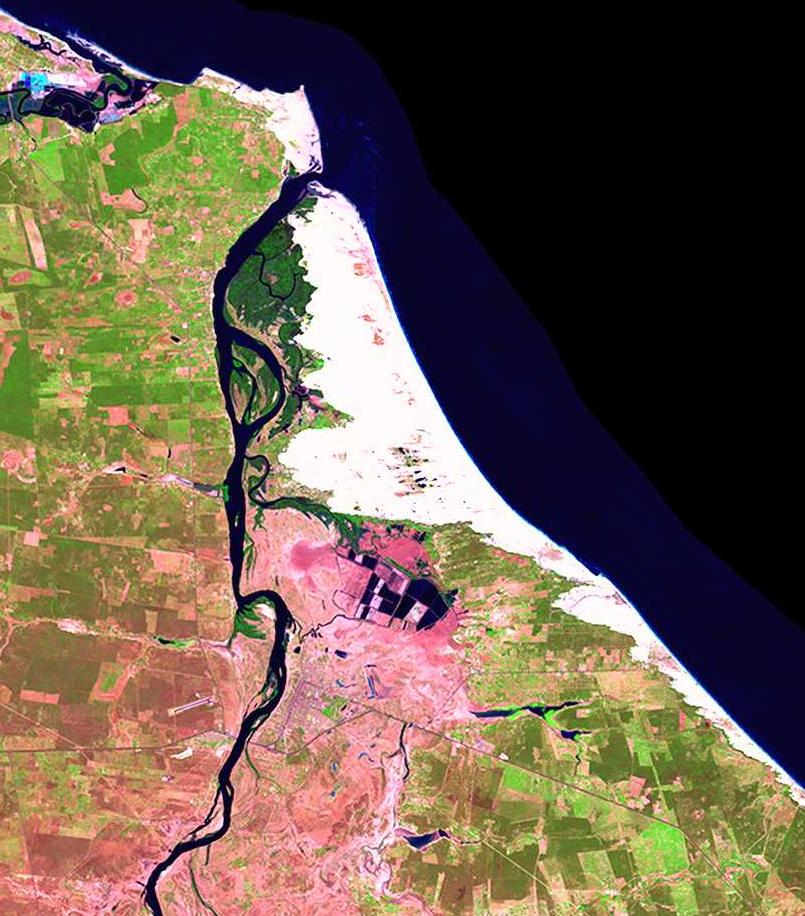
Vista de satélite de la boca del río Jaguaribe.

El río Jaguaribe es un importante río costero del nordeste de Brasil que discurre íntegramente por el estado de Ceará. El vocablo «Jaguaribe» (jaguar-y-pe) viene del tupí y significa «en el río de jaguares». Con una longitud de 610 km, es la mayor vía fluvial en el territorio de Ceará. En su curso se construyeron dos grandes presas cearenses: la presa de Orós (finalizada en 1960, con una capacidad de embalse de 2100 hm³) y la presa de Castanhão (finalizada en 2003, con 6700 hm³). La presa de Castanhão inundó la ciudad de Jaguaribara, que fue reconstruida cerca como Nova Jaguaribara.
Su cuenca hidrográfica se encuentra casi en su totalidad dentro de los límites de Ceará, con una pequeña porción se extiende al sur de Pernambuco, que abarca los municipios de Exu, Moreilândia y Serrita. Ocupa aproximadamente el 51,9% de la superficie total del estado, lo que equivale a unos 75 669 km².
Los brazos del río Jaguaribe llegaban a desaparecer en tiempos de sequía, lo que le valió el título del «mayor río seco del mundo» (maior rio seco do mundo), regresando y creciendo muy rápido en volumen y extensión en la temporada de lluvias, siendo necesario el uso de canoas para cruzarlo.
El río da nombre a la mesorregión del Jaguaribe y a las microrregiones de Medio Jaguaribe y Baixo Jaguaribe.

## Geografía

### Curso
El río nace en la parte suroccidental del estado de Ceará, en el municipio de Tauá (55 755 hab. en 2010), recogiendo el agua de la vertiente oriental de las sierras Grande y dos Cariris Novos (en concreto en la sierra Joaninha), algo al oeste de la pequeña localidad de Trici. Las cabeceras de las subcuencas sirven de límite entre Ceará y los estados de Piauí, Pernambuco, Paraíba y Río Grande del Norte. El Jaguaribe se encamina primero en dirección este, alcanzando pronto la ciudad de Tauá. Vira aquí hacia el sureste, pasando por Arneiroz (7657 hab.) y recibiendo luego, al poco, al primero de sus afluentes de importancia, el río Jucá. Alcanza enseguida la pequeña ciudad de Saboeiro (15 754 hab.), donde, tras recibir al río Conceição, vuelve a virar hacia el este, alcanzando enseguida las ciudades de Jucás (23 809 hab.) y Cariús (18 567 hab.), para recibir unos 2 km aguas abajo y por la derecha, al afluente de igual nombre, el río Cariús. Aquí se le une en el valle el ferrocarril RFFSA, que le acompaña hasta llegar a Iguatu (97 330 hab.), la principal ciudad de todo su curso, donde recibe, por la izquierda, al río Truçu.
Alcanza luego el río la cola del embalse de Orós, el segundo embalse por capacidad del estado cearense (2100 hm³), cuya presa está en Orós (21 392 hab.) y fue finalizada en 1960. Luego tras recibir también por la derecha al principal de sus afluentes, el río Salgado (de 308 km), el Jaguaribe se encamina cada vez más hacia el norte, discurriendo en paralelo, y no lejos, de la frontera estatal oriental, por la vertiente occidental de la sierra das Melancias y de la chapada do Apodi. Pasa el río por las pequeñas localidades de Cruzeirinho, Boa Vista y Mapua y llega después a la ciudad de Jaguaribe (34 416 hab.) y, al poco, al lugar de la antigua ciudad de Juaribara, hoy anegada por el embalse de Castanhão (el principal embalse del estado con 6700 hm³), finalizado en 2003 y que abastece de agua a la gran capital estatal  de Fortaleza (Brasil) y al Complejo Portuario de Pecém, donde permitirá la implantación de un polo industrial (el embalse tiene una capacidad de 6700 hm³). Sigue el río su recorrido hacia el norte y después de recibir al río Sangue, pasa por Nova Jaguaribara (10 405 hab. en 2010), la nueva ciudad construida para sustituir a la antigua. Tras recibir al río Figueiredo, llega a Sao Joao do Jaguaribe (7902 hab.), Peixe Gordo y Tabuleiro do Norte (29 210 hab.), donde el río se divide en dos por una gran isla, discurriendo por un canal llamado río Quixeré. Tras dejar atrás Limoeiro do Norte (56 264 hab.), donde recibe por la margen izquierda al río Banabuiú (con 189 km) y luego Qixeré (19 422 hab.), ambos ramales vuelven a unirse y el Jaguaribe llega a la ciudad de Jaguarana (32 239 hab.) y después a Itaicaba (7321 hab.), donde recibe al río Palhano. Finalmente, el río llega a la ciudad de Aracati (69 159 hab.), muy próxima a su desembocadura. La boca presenta una zona estuariana grande, con varias islas y canales sinuosos (gamboas), pudiendo llegar el canal principal a los 900 m de ancho, además de tener un área de manglar de unos 11,8 km², que se inicia a 18 km de la boca y en el que la penetración de las aguas del mar se siente hasta 30 km de distancia de la boca.

### Relieve
Las formas de relieve más comunes en la zona son las disecciones con varios niveles de profundidad, predominando aquellas con topes convexizados a agudizados, y con encostas rectilíneas a convexas, además de crestas de grandes dimensiones, que normalmente balizan las disecciones. Este conjunto, en general, obedece a la orientación estructural SO-NE, siendo esto más notable en la meseta de Sertanejo (Planalto Sertanejo).
Hay áreas planas en toda la cuenca, pero aisladas unas de otras, como la chapada do Araripe, la planicie del Jaguaribe, los Tabuleiros [bandejas] del Baixo Jaguaribe, los Tabuleiros Costeiros, la depresión de Iguatu y la chapada do Apodi. No constituyen grandes áreas, pero son muy importantes desde el punto de vista económico.
Conjuntos de sierras con niveles altimétricos de hasta 1000 m, en algunos casos, se encuentran concentrados en la sierra do Pereiro, en las sierras Residuais o en bloques más elevados y separados, como en la meseta de Sertanejo.
Estos relieves se desarrollan sobre litologías predominantemente precambrianas, destacando las migmatitas, gneises, esquistos, filitas, serpentinitas, anfibolitas, además de granitos, dioritas, granodioritas y otras, pertenecientes a los Complejos Nordestinos, Trinidad, Itatira y al Grupo Ceará. Secundariamente destacan los depósitos sedimentarios del Grupo Araripe, Apodi y río do Peixe, con areniscas, calizas, pizarras, argilitos y coberturas tercio-cuaternarias del Grupo Barreiras, además de aluviones y depósitos dunares.
Los suelos son generalmente poco profundos, pedregosos, con una fertilidad de media a alta. Las principales ocurrencias son de podzólicos rojo-amarillos eutróficos, litólicos eutróficos, planosoles solódicos y Bruno Não Cálcicos.
La cuenca del Jaguaribe tiene bajas perspectivas de reservas de aguas subterráneas, ya que casi toda su área se encuentra sobre rocas cristalinas de bajo potencial de agua. La excepción son los acuíferos de la Chapada do Araripe, que forman sistemas libres, con un potencial relativamente alto. La red de drenaje posee un nítido control estructural, con cursos retilinizados, mudanzas de cursos marcadas debido a la influencia de las fracturas y fallas.

### Afluentes
Los afluentes principales son los ríos Salgado (308 km) y Banabuiú (189 km), siendo también destacados los ríos Cariús, Sangue (o riacho de Sangue), Palhano, Jucá, Conceição, Figueiredo y Quixeré.

### Presas
Dos importantes presas han sido construidas en el río Jaguaribe, el embalse de Oros, completado en 1960, y el de Castanhão, recientemente terminado en 2003.  Estas presas son muy importantes para el abastecimiento de agua en el estado de Ceará y principalmente de su capital Fortaleza.
| Presa     | Fecha de construcción | Capacidad        | Superficie de agua | Profundidad |
| --------- | --------------------- | ---------------- | ------------------ | ----------- |
| Orós      | 1961                  | 2.100.000.000 m³ | 350 km²            | 6 m         |
| Castanhão | 1995-2003             | 6.700.000.000 m³ |                    |             |

Cuando se construyó la presa de Castanhão, la ciudad de Jaguaribara fue destruida y reconstruida más arriba y ahora se llama Nova Jaguaribara.

## Hidrometría
El caudal del río ha sido observado durante 23 años (1961-83) en Peixe Gordo, una pequeña localidad que se encuentra a 235 km de su desembocadura en el océano Atlántico. El caudal medio anual y el módulo observado en Peixe Gordo durante este período fue de 117 m³/s para una cuenca de 48 200 km².
La lámina de agua que  fluye en esta parte alcanzó los 76 mm/año, que puede considerarse más bien baja, pero en consonancia con los valores observados en la región del nordeste de Brasil.
El Jaguaribe es en realidad un río muy abundante, pero es muy irregular y se reduce a su mínima expresión durante una buena mitad del año.  Peor aún, conoce largos períodos de carencias que pueden prolongarse varios años en caso de sequía en el Nordeste de Brasil.  En el período de observación de 23 años, el caudal mensual mínimo fue de 0 m³/s (río completamente seco), mientras que el caudal mensual máximo asciende a 3211 m³/s, es decir, casi tanto como el caudal máximo mensual del río Loira francés, sin embargo, caracterizándose por tanto por la aparición de terribles inundaciones.
| Caudal medio mensual del Jaguaribe en la estación hidrométrica de Peixe Gordo (Datos calculados en 23 años, 1961-83, en m³/s) |
| |

### Condiciones pluviométricas
El Jaguaribe, como cualquier curso de agua cearense, está influenciado por las variaciones en las precipitaciones, siendo sus descargas máximas observadas en la época de lluvias de enero a julio. El máximo y el mínimo anual de precipitaciones para el área de su cuenca es de 1.270 mm y 470 mm. La región de mayor relevancia e importancia climática en la cuenca del Jaguaribe es el frente de la Chapada do Araripe, donde el clima es húmedo, y la Serra do Pereiro.  El clima húmedo es dominante en la región de Caririaçu, donde hay un índice de pluviosidad de unos 1.200 mm por año, eficiencia hídrica de 320 mm, con cinco meses de déficit hídrico y excedente hídrico de 400 mm por año, con tres meses de excedente hídrico. La temperatura media anual es de 23 °C.